# Замок Гортнаклеа
Замок Гортнаклеа (англ. Gortnaclea Castle) — один із замків Ірландії, розташований в графстві Леїш, біля річки Гуллі. Нині замок лежить в руїнах. Це масивна оборонна споруда з товщиною стін 9 футів. Замок баштового типу, збудований в норманському стилі. Найвідомішим мешканцем замку був Доналл Фіцпатрік, що був приречений англійською владою до смертної кари, але потім був помилуваний 30 червня 1556 року. Він був братом лорда Флоренс — барона Верхнього Оссорі.
Найбільш помітною подією в історії замку Гортнаклеа є тюремне ув'язнення Чорного Графа Ормонда. Він був взятий у полон біля Коррондоха, що біля Балліраггета 10 квітня 1600 року Овні О'Муром. Оскільки у замку Овні не було достатньо сильної охорони для такого важливого полоненого, то він був переданий в замок Гортнаклеа. Овні, думаючи, що цей замок все одно ризиковане місце для такого важливого полоненого, передав його рук озброєних загонів графства Леїш. Потім його привезли в замок Демпсі, що в Баллібріттас 12 червня 1600 року. Коли умови його звільнення були узгоджені, був виплачений викуп у розмірі 5 000 фунтів стерлінгів, що на той час було величезною сумою.